# Roman Sichrawa
Roman Sichrawa (ur. 22 lipca 1869 w Myślenicach, zm. 13 kwietnia 1945 w Nowym Sączu) – polski adwokat, publicysta, działacz społeczny i wieloletni prezydent miasta Nowego Sącza w okresie międzywojennym.

## Życiorys

### Okres zaboru austriackiego
Urodził się 22 lipca 1869 roku w Myślenicach. Był absolwentem Wydziału Prawa i Administracji Uniwersytetu Jagiellońskiego. Od 1900 roku prowadził w Nowym Sączu indywidualną praktykę adwokacką. Jego kancelaria znajdowała się w kamienicy przy rynku. Był miłośnikiem literatury polskiej i równocześnie aktywnym członkiem Towarzystwa Odczytowego. Wraz z sądeckim adwokatem Juliuszem Chodackim współtworzył oddział Uniwersytetu Ludowego im A. Mickiewicza w Nowym Sączu, gdzie wygłaszał odczyty (np. O Sienkiewiczu). Od 1904 roku był członkiem Rady Miasta. Był także członkiem, Towarzystwa Demokratycznego we Lwowie od 1905 roku znajdował się w Radzie Naczelnej.

### I wojna światowa
13 grudnia 1914 roku maszerując od strony Limanowej po zwycięskiej bitwie pod Marcinkowicami wojska legionowe wkroczyły do Nowego Sącza. Piłsudskiego powitali wiceburmistrz Wiktor Oleksy i mecenas Roman Sichrawa, którzy wręczyli mu klucze do miasta, a burmistrz Władysław Barbacki udzielił gościny Piłsudskiemu w swym mieszkaniu przy ulicy Dunajewskiego 12.

### Dwudziestolecie międzywojenne
W 1920 roku podczas wojny polsko-bolszewickiej, Sichrawa zgłosił się do punktu werbunkowego celem zaciągnięcia się w szeregi Wojska Polskiego. W ostatniej chwili odwiedziono go od tego pomysłu. Od 1919 do 1924 roku pełnił funkcję wiceburmistrza. Był członkiem Rady Naczelnej Towarzystwa Demokratycznego Polskiego we Lwowie, później został członkiem Naczelnego Komitetu Narodowego. W latach 1920–1921 sprawował funkcję prezesa Powiatowej Komendy Obrony Państwa. Współtworzył Towarzystwo Tatrzańskie „Beskid”. Pełnił liczne funkcje społeczne. Stał na czele komitetu odbudowy Zamku Królewskiego w Nowym Sączu. W latach 1921–1932 był prezesem nowosądeckiego gniazda Towarzystwa Gimnastycznego „Sokół” oraz od 1921 pierwszym Prezesem Klubu „Sandecja” a także prezesem Towarzystwa Kasynowego, Kasy Zaliczkowej, Kasy Oszczędności, Towarzystwa Przyjaciół Harcerstwa. Od kwietnia 1925 do 10 grudnia 1927 sprawował funkcję komisarza rządowego na miasto Nowy Sącz. 10 grudnia 1927 objął urząd prezydenta miasta Nowego Sącza, który piastował do 1934.

### II wojna światowa
Po wkroczeniu Niemców od 6 września 1939 do października 1939 na krótko został prezydentem, następnie zastępcą komisarza miasta. Podczas II wojny światowej został pozbawiony urzędu i skazany na areszt domowy. Mimo to nadal kontynuował związki z ruchem oporu i udostępniał swój dom na potrzeby konspiracji. Stworzył w swoim domu punkt przerzutu za „zieloną granicę” oraz siedzibę Komitetu Pomocy Uchodźcom i Więźniom Politycznym. W jego kancelarii pracowały siostry Stefaniszyn, które działalność w komitecie przypłaciły pobytem w obozie koncentracyjnym Ravensbruck, gdzie przeżyły całą wojnę. Dr Sichrawa stał się dla mieszkańców miasta symbolem nieugiętej postawy i siły charakteru i odwagi, kiedy odmówił prośbie niemieckiego okupanta i na liście zakładników, którą kazano mu sporządzić, zamiast nazwisk Sądeczan, wpisał dziesięciokrotnie własne nazwisko.
W styczniu 1945 roku ponownie przyjął funkcję prezydenta. Zmarł 13 kwietnia 1945 roku. Został pochowany w grobowcu rodzinnym na Cmentarzu Komunalnym w Nowym Sączu (kwatera 13)

## Życie prywatne
Miał dwóch synów Kazimierza i Mieczysława oraz córkę Stefanię. Syn Kazimierz który również był prawnikiem za działalność podziemną został skazany na pobyt w Auschwitz. Zmarł w 1955 roku. Córka Stefania (po mężu Bilińska) była profesorem polonistyki w gimnazjum żeńskim. Zmarła w 1955 roku.

## Ordery i odznaczenia
- Krzyż Oficerski Orderu Odrodzenia Polski (3 maja 1928)[3][4]

## Ciekawostki
W roku 1937 Barbacki otrzymał potwierdzenie srebrnego medalu Towarzystwa Zachęty Sztuk Pięknych w Warszawie – za portret dr Romana Sichrawy (w pozie siedzącej). Istnieje jeszcze portret Sichrawy (w pozycji stojącej) również z roku 1937